# Ozeville
Ozeville – miejscowość i gmina we Francji, w regionie Normandia, w departamencie Manche.
Według danych na rok 1990 gminę zamieszkiwało 140 osób, a gęstość zaludnienia wynosiła 30 osób/km² (wśród 1815 gmin Dolnej Normandii Ozeville plasuje się na 746. miejscu pod względem liczby ludności, natomiast pod względem powierzchni na miejscu 911.).